# Nikolai Wassiljewitsch Sakrewski

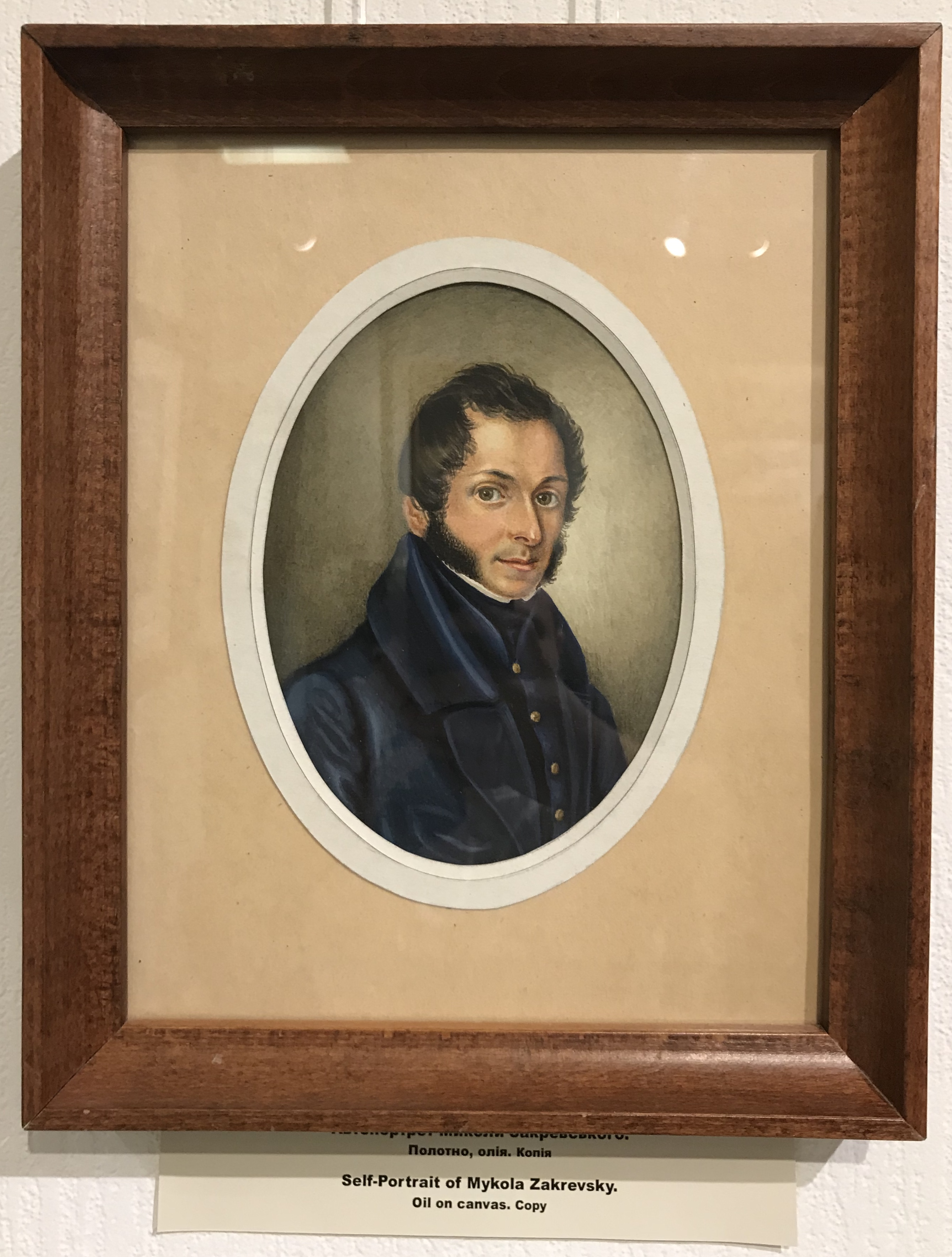
N. W. Sakrewski, Selbstporträt

Nikolai Wassiljewitsch Sakrewski (russisch Николай Васильевич Закревский, ukrainisch Микола Васильович Закревський, wiss. Transliteration Nikolaj Vasil'evič Zakrevskij; * 11. Junijul. / 23. Juni 1805greg. in Kiew, Russisches Kaiserreich; † 21. Julijul. / 2. August 1871greg. in Moskau, Russisches Kaiserreich) war ein russisch-ukrainischer Historiker, Volkskundler und Lexikograph. Er ist Autor des Grundlagenwerkes zur Geschichte Kiews und der Rus „Beschreibung von Kiew“ (russisch Описание Киева, wiss. Transliteration Opisanie Kieva).
Sakrewski wurde am 11. Junijul. / 23. Juni 1805greg. als Sohn eines Rittmeisters in Kiew im Haus Nr. 5/43 in der Frolowskoi-Straße geboren. Die Familie hatte dort ihre Stadtwohnung, das Familiengut befand sich jedoch bei Beresowa Rudka in der Oblast Poltawa. Von 1820 bis 1829 besuchte er das 1. Kiewer Gymnasium im Klow-Palast. Schon als Schüler fertigte er Skizzen der Stadt Kiew und ihrer Umgebung an.
1829 verließ er Kiew und zog in das damals zum Russischen Kaiserreich gehörende Dorpat. An der dortigen Universität begann er ein Studium der Jurisprudenz, welches er jedoch aus finanziellen Gründen nicht abschließen konnte. Er war gezwungen, sich in Dorpat und Reval als Lehrer für die russische Sprache zu verdingen. Ab 1859 lebte Sakrewski in Moskau.

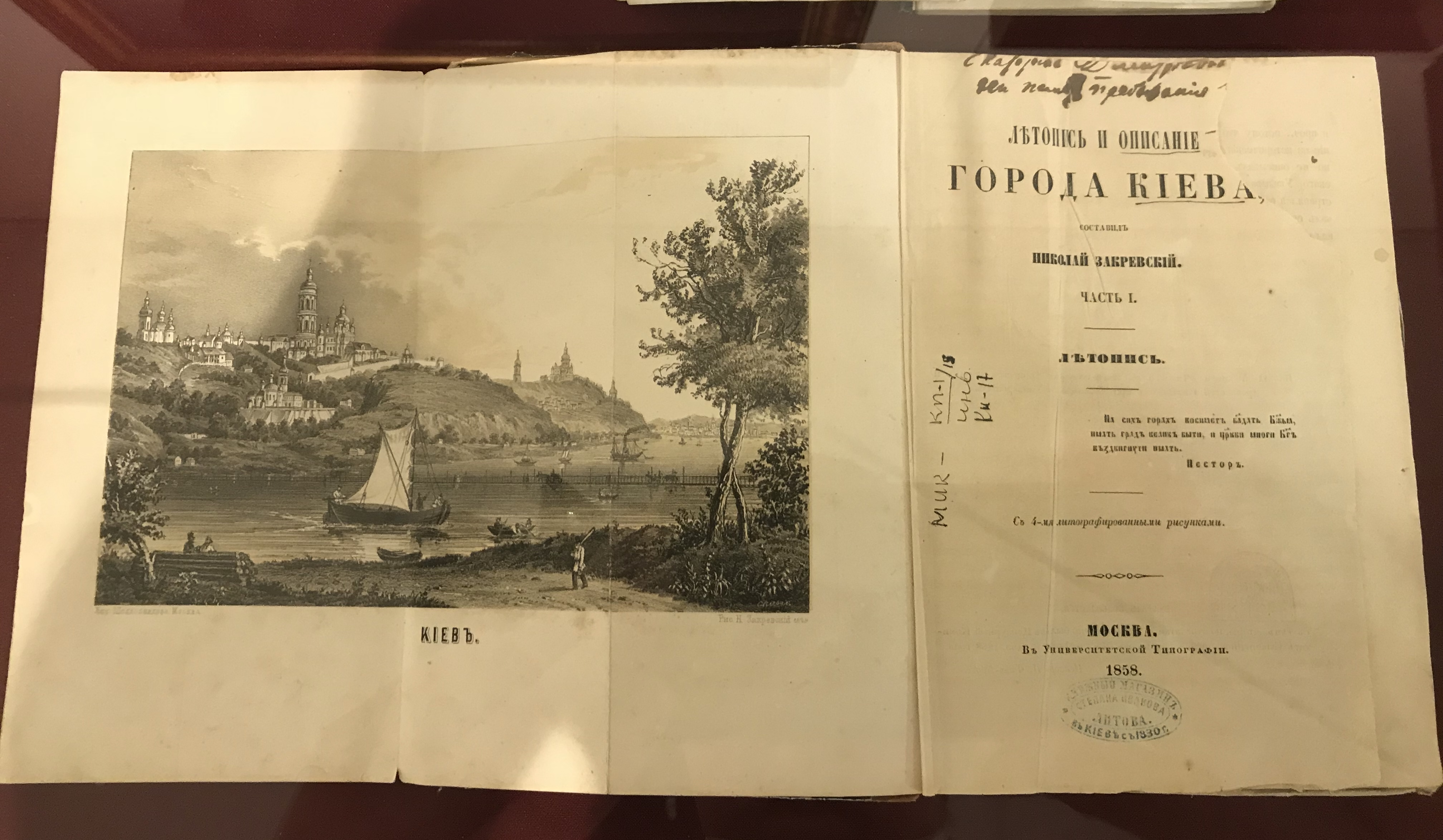
„Chronik und Beschreibung der Stadt Kiew“

Sakrewski widmete sich der Erforschung der Stadt Kiew und der Rus. Sein erstes Buch zu diesem Themengebiet, den „Abriß der Geschichte der Stadt Kiew“ (russisch Очерк истории города Киева Otscherk istorii goroda Kijewa) veröffentlichte er 1836. Sakrewski schrieb das Werk beständig fort und erweiterte die verschiedenen Auflagen. Die letzte Version, die zweibändige „Beschreibung Kiews“ (russisch Описание Киева) erschien 1868. Neben Zeichnungen Sekrewsijs enthielt sie historische Beschreibungen sowie archäologische, landschaftliche und toponymische Informationen. Diese Kompilation – Sakrewski war im engeren Sinne nicht als Archäologe tätig – fasste den damals bekannten Stand der wissenschaftlichen Arbeiten zur Geschichte Kiews und der Rus zusammen und systematisierte diesen. Das Werk hatte erheblichen Einfluss auf die Wahrnehmung der Geschichte der Rus und weitere Forschungsarbeiten. 1845 übergab er der Kaiserlichen Öffentlichen Bibliothek in St. Petersburg ein Konvolut von Zeichnungen von historischen Bauwerken in Kiew, von denen ein Großteil von ihm persönlich angefertigt worden war.
Daneben beschäftigte sich Sakrewski mit der Forschung zu Volksliedern. 1860/61 erschien sein Buch „Bandurist der Alten Welt. Ausgewählte kleinrussische und galizische Lieder und Verse“ (russisch Старосветский Бандурист: Избранные малороссийские и галицкие песни и думы Staroswetski Bandurist: Isbrannyje malorossijskije i galizkije pesni i dumy). Die ersten beiden Bände enthalten eine Sammlung kleinrussischer und galizischer Volkslieder, jedoch sind auch einige Autorenlieder enthalten, sowie von Versen und Sprichwörtern. Der dritte Band ist ein Wörterbuch der ukrainischen Sprache mit mehr als 11.000 Wörtern. Sakrewskis Arbeiten auf diesem Gebiet waren auch für damalige Verhältnisse weit von wissenschaftlichen Standards entfernt, stellen jedoch eine umfangreiche Materialsammlung dar.
Sakrewski starb am 2. August 1871 in Moskau. 1983 wurde in Kiew eine Straße nach ihm benannt.